# Cairn von Skail

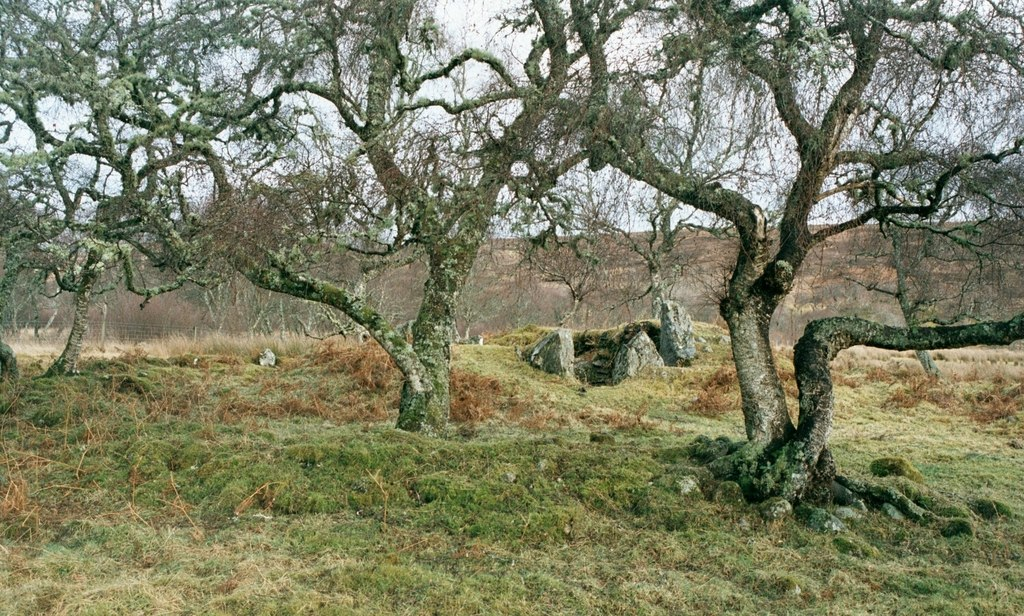
Cairn von Skail

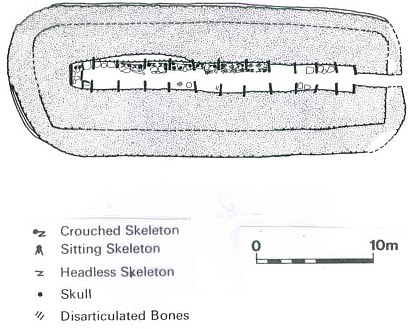
Schema Stalled Cairn am Beispiel Midhowe

Der Cairn von Skail (lokal „the Temple“ genannt) ist der Rest eines runden Cairns (Rundhügel) beim Weiler Skail, nahe der Straße zwischen Strathnaver und Farr in den schottischen Highlands in der Grafschaft Sutherland. Es ist einer der wenigen runden Cairns (wie Bigland Round auf Rousay) des Typs der Orkney–Cromarthy Passage tombs, die nicht mit einem Langhügel überbaut wurden. Der Name Skaill (auch Skaill) kommt auf Orkney drei Mal vor.
Das Material des Cairns, der einst einen Durchmesser von etwa 20 m hatte und zwischen Birken auf flachen Grund liegt, ist nahezu abgetragen. Auch der Gang ist nicht mehr vorhanden. Allerdings existiert das meiste des großformatigen Steinmaterials der beiden Kammern. Die Wände der polygonalen inneren Kammer bestehen aus fünf aufrechten Platten von etwa 1,8 m Höhe, mit breiten Lücken des einstigen Trockenmauerwerks dazwischen. Portalsteine markieren den Übergang zur äußeren Kammer, die nur zur Hälfte erhalten ist.
Eine nicht dokumentierte Ausgrabung fand vor 1909 statt.